# 二条晴良
二条 晴良（にじょう はるよし/はれよし）は、戦国時代・安土桃山時代の公卿。二条家の14代当主。浄明珠院と号す。

## 生涯

### 前半生
大永6年（1526年）4月16日、 二条尹房の長男として誕生。母は九条尚経の長女・経子。
天文5年（1536年）9月22日、正五位下に叙せられて元服し、家の慣例により、室町幕府の第12代将軍・足利義晴から偏諱を賜い、晴良と名乗る。
その後、左大臣を経て、天文17年（1548年）12月27日に関白・藤氏長者となったが、同22年（1553年）1月20日にこれを辞任した。
天文20年（1551年）8月、晴良の父・尹房と弟・良豊が下向先の周防山口において、大内義隆の重臣・陶晴賢の謀反事件（大寧寺の変）に遭遇し、横死した。晴良の祖父・尚基も零落によって死去しており、二条家は当主が2代続けて悲壮な死を迎えたことで、さらに悲惨な状況に追いやられた。他方、近衛家は近衛政家、尚通、稙家の3代にわたって、足利将軍家と友好な関係を築いてその地位を固めており、二条家とは対照的であった。

### 足利義昭への接近
永禄8年（1565年）5月19日、第13代将軍・足利義輝が京都において、三好義継や三好三人衆、松永久通らによって殺害された（永禄の変）。
足利義晴・義輝父子の時代、近衛家がその外戚的存在として彼らを支持して、彼らが京都を追われた時期においてもこれに随行していた一方で、二条家や九条家は足利義維・義栄父子を支持して、石山本願寺（大坂本願寺）とも連携する構図となっていた。だが、永禄の変後、義昭の従兄弟である関白・近衛前久が従前通りの慣例を破り、近衛家の血を引く足利義昭（義輝の弟）の下向には同行せず、義栄を擁する三好三人衆らに接近したことによって、晴良や九条稙通は義昭を支援することになり、摂関家と足利将軍家の関係に一種のねじれが生じることになった。
永禄11年（1568年）4月15日、義昭が越前一乗谷の朝倉氏の館において元服式を行うと、晴良はその招きに応じて、京都からわざわざ赴いた。なお、山科言継も招かれる予定だったが、費用の問題から晴良だけになった。
このように、永禄の変後、前久が三好氏に接近したのに対して、晴良は義昭に接近し、その信頼を得ようとした。

### 義昭政権下において
永禄11年（1568年）10月、義昭が織田信長の助力を得て上洛し、第15代将軍になると、11月に近衛前久を兄・義輝の殺害関与及び前将軍・義栄の将軍襲職に便宜を働いた容疑で、朝廷から追放した。
このとき、前久が嫡子の明丸（後の近衛信尹）を出仕させることで義昭の怒りをかわそうとして、それを義昭に拒絶されているが、この強硬な態度の背景には、明丸の出仕に強く反対する晴良の意向を受けたものであるとする説がある。他方、前久の追放により、これまで二条家や九条家と懇意であった本願寺は、これを機に近衛家と結ぶことになり、石山合戦の遠因となった。
そして、晴良は義昭の推挙により、12月26日に関白に再任された。また、晴良の嫡男は義昭から偏諱を受けて「昭実」と名乗り、その弟である義演も醍醐寺三宝院に入るに先立って義昭の猶子となった。
永禄13年（元亀元年、1570年）3月、晴良と勧修寺晴右との間で発生した加賀の公家領・井家荘領有をめぐる争いに関して、義昭のもとに調停が依頼された。すると、義昭は晴良を越前に亡命していた時より自身に従っていたことを理由に勝訴とした一方で、晴右を義栄に参仕したという理由で敗訴とした。なお、正親町天皇が晴右に荘園を安堵する裁決を下していたにもかかわらず、義昭はその勅命を無視して、晴良に安堵する形をとった（『言継卿記』、『晴右公記』永禄13年3月20日条）。
11月28日、晴良は志賀の陣で浅井氏や朝倉氏、比叡山延暦寺、本願寺勢力と対峙する信長に依頼され、義昭と共に近江坂本に下向した。
12月9日、正親町天皇が延暦寺に講和を命じた。比叡山は鎮護国家の天皇の祈祷所であったため、朝廷が関与した可能性があり、公家の晴良が交渉に関与したと考えられる。
12月13日、晴良が信長と朝倉氏との講和に関して、上野秀政を介し、義昭に仲裁を提案した。義昭はこの提案を受け入れ、晴良ともに園城寺に下向した。
晴良は朝倉氏の陣に赴き、晴良を介する形で、義景に信長との講和を打診した。その結果、朝倉氏は講和に傾いたが、延暦寺がこれに反対したため、反信長派で議論が起きた。だが、朝倉氏は講和に傾いたため、浅井氏と延暦寺、本願寺もこれに追従し、信長派と朝倉氏以下反信長派との間で講和が成立した。また、延暦寺に対しては朝廷から綸旨が出され、勅命講和の形がとられた。
元亀4年（天正元年、1573年）4月、義昭と信長は京都で対峙したが、正親町天皇の勅命により、同月7日に講和した。このとき、両者の間を斡旋したのは、晴良ら3人の公家であった。
7月、義昭が信長によって京都から追放されると、天正3年（1575年）6月に前久が帰京し、朝廷に復帰した。だが、晴良は義昭の追放後も、関白の地位にとどまり続けた。

### 晩年
天正4年（1576年）3月、晴良は信長に自身の邸である二条邸を譲り、報恩寺の新邸に移徙した。その後、二条邸は信長の宿所として増築され、二条御新造と呼ばれ、やがて東宮・誠仁親王と若宮・和仁王（後の後陽成天皇）が移徙したことで、「二条新御所」と呼ばれるようになった。
天正6年（1578年）4月4日、晴良は関白を辞任し、12月には長男の九条兼孝がその地位についた。
天正7年（1579年）4月29日、晴良は薨去した。享年54（満52歳）。二条家と近衛家の対立は、次代の昭実に引き継がれ、ひいては関白相論を招くことになる。

## 人物
- 晴良は文学や書道に才能を示し、能書家として有名だった。
- 晴良は足利義昭の元服の際には越前に下向し、その将軍宣下以前から仕えていたこともあって、義昭から大変重用された[4]。晴良もまた、関白に再任されると、その地位をもって政権運営に深くかかわった[4]。晴良は義昭と織田信長の信頼を得て、関白の地位にあった10年の間に、二条家を復活させることに成功した[4]。
- 晴良は子息のいなかった九条稙通の養子として、長男・九条兼孝を送り、九条家の家督を相続させた[4]。また、鷹司忠冬の死によって断絶していた鷹司家に対しても、四男・鷹司信房に相続させることを朝廷に認めさせた[4]。そのため、晴良のもと、二条家が五摂家のうち三家を押さえることに成功した[4]。

## 年譜
以下表中、日付は旧暦、西暦年は和暦年を日付にかかわらず単純にユリウス暦に置換したものである。
| 和暦年   | 日付     | 西暦年 | 出来事                                                                       |
| -------- | -------- | ------ | ---------------------------------------------------------------------------- |
| 天文5年  | 9月22日  | 1536年 | 元服、将軍・足利義晴の偏諱を受け晴良と名乗り、正五位下に叙して禁色を聴される |
| 天文5年  | 11月5日  | 1536年 | 侍従に任官                                                                   |
| 天文6年  | 2月16日  | 1537年 | 左近衛権少将に任官                                                           |
| 天文6年  | 4月26日  | 1537年 | 従四位下に昇叙                                                               |
| 天文6年  | 8月23日  | 1537年 | 左近衛権中将に転任                                                           |
| 天文7年  | 1月5日   | 1538年 | 従三位に昇叙、左近衛権中将は元の如し                                         |
| 天文7年  | 3月8日   | 1538年 | 伊予権守を兼任                                                               |
| 天文8年  | 3月23日  | 1539年 | 権中納言に転任、左近衛権中将は元の如し                                       |
| 天文9年  | 1月6日   | 1540年 | 正三位に昇叙、権中納言兼左近衛権中将は元の如し                               |
| 天文10年 | 3月19日  | 1541年 | 従二位に昇叙、権大納言に転任                                                 |
| 天文11年 | 1月5日   | 1542年 | 正二位に昇叙                                                                 |
| 天文12年 | 9月8日   | 1543年 | 左近衛大将を兼任                                                             |
| 天文14年 | 6月2日   | 1545年 | 内大臣に転任、左近衛大将は元の如し                                           |
| 天文15年 | 3月13日  | 1546年 | 右大臣に転任                                                                 |
| 天文16年 | 2月17日  | 1547年 | 左大臣に転任                                                                 |
| 天文17年 | 12月27日 | 1548年 | 関白宣下、内覧宣旨、左大臣は元の如し                                         |
| 天文18年 | 1月5日   | 1549年 | 従一位に昇叙、関白左大臣は元の如し                                           |
| 天文21年 | 12月28日 | 1550年 | 左大臣を辞す                                                                 |
| 天文22年 | 1月20日  | 1553年 | 関白を辞す                                                                   |
| 永禄9年  | 12月24日 | 1566年 | 准三宮宣下                                                                   |
| 永禄11年 | 12月26日 | 1568年 | 関白に還任                                                                   |
| 天正6年  | 4月4日   | 1578年 | 関白を辞す                                                                   |
| 天正7年  | 4月29日  | 1579年 | 薨去、浄明珠院と諡号される                                                   |

## 系譜
- 父：二条尹房
- 母：九条経子 - 九条尚経の長女
- 室：位子女王 - 貞敦親王の娘
  - 長男：九条兼孝（1553-1636） - 九条稙通の養子、九条家を継ぐ
  - 二男：昭実（1556-1619）
  - 三男：義演（1558-1626） - 醍醐寺三宝院門跡、足利義昭の猶子
  - 四男：鷹司信房（1565-1657） - 天文15年（1546年）に断絶した鷹司家を、天正7年（1579年）に再興

## 登場する作品
- 麒麟がくる（NHK、2020年。演：小籔千豊。劇中での名前の読みは「はれよし」[25]）